# Конгрегація євангелізації народів
Конгрегація євангелізації народів (лат. Congregatio pro Gentium Evangelizatione) — одна з дев'яти ліквідованих конгрегацій Римської курії, що займася питаннями євангелізації та місіонерства. Станом на 2012 рік конгрегацію очолює кардинал-префект Фернандо Філоні, секретар — архієпископ Савіо Хон Тай-Фай.

## Історія
На початку XVI століття були зроблені перші спроби створити при Римській курії організацію, що займається місіонерською діяльністю, головним чином в Америці та Африці. У 1568 з цією метою Святим Престолом була створена Комісія Кардиналів. 22 червня 1622 буллою Inscrutabili divinae providentiae папи Григорія XV була створена Конгрегація пропаганди віри (Sacra Congregatio de Propaganda Fide).

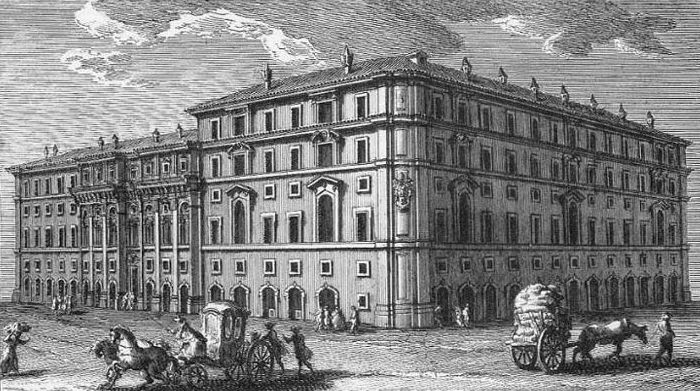
Будівля Конгрегації в Римі

Завданнями Конгрегації була підготовка місіонерів, забезпечення місій духовною літературою, протидію використанню християнської місії в політичних цілях. Пізніше Конгрегації пропаганди віри був підпорядкований Папський Урбаніанський університет, що призначався для навчання майбутніх місіонерів.
У 1862 в рамках конгрегації була утворена Конгрегація у справах східних церков, яка з 1917 року стала самостійною куріальною конгрегацією.
В 1988 папа Іван-Павло II перетворив Конгрегацію пропаганди віри в Конгрегацію євангелізації народів (апостольська конституція Pastor Bonus).

## Структура та обов'язки
Завдання конгрегації — координація місіонерської діяльності, сприяння у підготовці місцевого кліру. На місіонерських територіях тільки їй належить право створювати місіонерські церковні структури, їй підпорядковуються всі місіонерські чернечі ордени і згромадження.
До складу конгрегації входять Комісія з перегляду синодів, статутів єпископських конференцій, конституцій місіонерських товариств апостольського життя і статутів семінарій; Папська колектив з питань Африки, що організує збір пожертвувань; Папська місія з розповсюдження віри та інші організації.